# Гершой, Евгения
Евгения Морисовна Гершой (англ. Eugenie Gershoy; 1 января 1901, Кривой Рог, Херсонская губерния — 8 мая 1986, США) — американская художница и скульптор.

## Биография
Родилась 1 января 1901 года в местечке Кривой Рог в семье Мириам Гершой (урожд. Любарская, род. 1868) и Мориса Гершоя (род. 1863/1864). Братья Александр (род. 21 ноября 1896) — учёный-ботаник университета в Вермонте, Эмиль (род. 1892) и Лео (род. 1897), сестра — Софья (род. 1894). Евгения была младшим ребёнком в семье.
В сентябре 1903 года с семьёй эмигрировала в США.
Училась в Колумбийском университете, была участницей Нью-Йоркской студенческой лиги искусств (1921—1922). Её учителями были А. Стерлинг Колдер, Лео Лентелли, Кеннет Хайес Миллер, Бордман Робинсон, Карл Уолтерс. В конце 1920 — начале 1930-х годов работала с Гарри Готлибом в студии в Вудстоке (Нью-Йорк). Первая персональная выставка состоялась в галерее «Робинсон» в Нью-Йорке в 1940 году. В 1942 году, после года учёбы в школе искусств Нового Орлеана, переехала в Сан-Франциско.
В 1946 году преподавала керамику в Калифорнийской школе изящных искусств.
В начале 1930-х годов приезжала в Англию и Францию, совершала поездки в Мексику и Гватемалу, в 1955 году посещала Индию, Африку и страны Востока.

## Творческая деятельность
Её скульптуры создавались из таких материалов как дерево (каштан, бук) и полевой камень.

### Произведения
- Сон, 1925—1930
- Тореадор, 1935—1939
- Люсиль Бланч, 1936
- Очень сильный мужчина, 1936—1940
- Автопортрет, 1975

### Музеи
- Балтиморский художественный музей
- Бруклинский музей
- Музей современного искусства
- Музей искусств Далласа
- Художественный музей Нового Орлеана
- Художественный музей Уичито
- Музей американского искусства Уитни
- Филадельфийский музей искусства
- Смитсоновский музей американского искусства